# II bitwa pod Chattanoogą
II bitwa pod Chattanoogą miała miejsce 21 sierpnia 1863 roku podczas wojny secesyjnej i zakończyła się zwycięstwem Unii.